# リングマガジン イベント・オブ・ザ・イヤー
リングマガジンのイベント・オブ・ザ・イヤー (Event of the Year) は、アメリカ合衆国のボクシング雑誌リングマガジンの選定する年間出来事賞である。

## イベント・オブ・ザ・イヤー

### 1990年代
- 1993年 - パラシュート男（リディック・ボウ vs. イベンダー・ホリフィールド 2 ）
- 1994年 - ドン・キングが主催した豪華一夜興行（「フリオ・セサール・チャベス vs. フランキー・ランドール」「ジェラルド・マクレラン vs. ジュリアン・ジャクソン」等）
- 1995年 - マイク・タイソン復帰
- 1996年 - リディック・ボウ vs. アンドリュー・ゴロタの大乱闘劇
- 1997年 - イベンダー・ホリフィールド vs. マイク・タイソン 2
- 1998年 - マイク・タイソン復帰
- 1999年 - IBF不正事件

### 2000年代
- 2000年 - シェーン・モズリー vs. オスカー・デ・ラ・ホーヤ
- 2001年 - バーナード・ホプキンス、フェリックス・トリニダード、ウィリアム・ジョッピー、キース・ホームズが出場したミドル級王者統一トーナメント（ドン・キング主催）
- 2002年 - レノックス・ルイス vs. マイク・タイソンの記者会見大乱闘劇
- 2003年 - ロイ・ジョーンズ・ジュニアのヘビー級挑戦
- 2004年 - レノックス・ルイス引退
- 2005年 - ボクシングリアリティ番組「ザ・コテンダー」放送
- 2006年 - ホセ・ルイス・カスティージョ vs. ディエゴ・コラレスの一連の計量失敗
- 2007年 - オスカー・デ・ラ・ホーヤ vs. フロイド・メイウェザー・ジュニア
- 2008年 - フロイド・メイウェザー・ジュニア引退
- 2009年 - アントニオ・マルガリートの石膏バンデージ発覚

### 2010年代
- 2010年 - フロイド・メイウェザー・ジュニア vs. マニー・パッキャオ のマッチメイク失敗騒動
- 2011年 - マニー･パッキャオ vs. ファン・マヌエル・マルケス 3
- 2012年 - HBOとショウタイムのラスベガス同日興行合戦（9月15日）
- 2013年 - フロイド・メイウェザー・ジュニア vs. サウル・アルバレス
- 2014年 - カール・フローチ vs. ジョージ・グローブス 2
- 2015年 - フロイド・メイウェザー・ジュニア vs. マニー・パッキャオ
- 2016年 - モハメド・アリ死去
- 2017年 - ゲンナジー・ゴロフキン vs. サウル・アルバレス
- 2018年 - HBOのボクシング中継撤退
- 2019年 - アンディ・ルイス・ジュニア vs. アンソニー・ジョシュア 2

### 2020年代
- 2020年 - 新型コロナウイルス感染症の世界的流行